# الکساندرا، بخش کوو
الکساندرا (به لاتین: Aleksandrów, Koło County) یک منطقهٔ مسکونی در لهستان است که در Gmina Chodów واقع شده‌است.

## خصوصیات
الکساندرا ۷۰ نفر جمعیت دارد.